# Cesano (fiume)
Il Cesano è un fiume delle province di Pesaro e Urbino e di Ancona.

## Percorso
Il Cesano nasce nel comune di Serra Sant'Abbondio, sul monte Catria, scorre nell'omonima valle marchigiana facendo per larghi tratti da confine tra le provincie di Pesaro e Urbino e di Ancona e sfocia nel mare Adriatico dopo circa 62 km, al confine fra i Comuni di Mondolfo (PU) e Senigallia (AN).
Ha come affluente principale il torrente Cinisco, che riceve da sinistra presso Pergola.

## Nome e storia
Il suo nome latino era Suasanus perché attraversava la città romana di Suasa.
Nel Medio Evo, già in epoca longobarda, faceva da confine tra l'Esarcato bizantino di Ravenna (territorio di Luceoli) e il Ducato di Spoleto con il Gastaldato-Contea di Nocera, dalle sorgenti nel monte Catria fino al Ponte della Pergola. Nei documenti avellaniti infatti, Leccia, Percozzone, Sterleto, Serralta, Colgodeccio, Pantana, Ferbole e Valrea, erano "in Comitatu Nucerino". Poco dopo il villaggio di Valrea, il fiume formava un grande gorgo, detto "Gorgo delli Radunati"; era il luogo di confine e di incontro, per le diocesi dei vescovi di Nocera, Gubbio e Fossombrone.
Sotto il suo letto è stata scoperta una foresta fossile risalente a 50 000 anni fa.

## Comuni e località attraversate
Nel proprio corso attraversa i seguenti comuni:
- Serra Sant'Abbondio;
- Frontone;
- Pergola;
- San Lorenzo in Campo;
- Fratte Rosa;
- Castelleone di Suasa;
- Mondavio;
- Corinaldo;
- Monte Porzio;
- Trecastelli (Municipio di Monterado);
- San Costanzo;
- Mondolfo;
- Senigallia.